# Anna Felice Viti
Anna Felice Viti (* 10. Februar 1827 in Veroli, Italien; † 20. November 1922 ebenda) ist eine Selige der römisch-katholischen Kirche.

## Leben
Anna Felice Viti wurde als drittes Kind des Gutsbesitzers Luigi Viti und seiner Ehefrau Anna Bono geboren. Nach dem frühen Tod der Mutter musste die erst 14-jährige Anna Felice als älteste der Töchter zunächst die Erziehung ihrer sieben Geschwister übernehmen und, weil der Vater der Trunksucht verfiel, für den Unterhalt der Familie sorgen. Erst im Jahre 1851 konnte sie sich ihren Lebenswunsch erfüllen und in das Benediktinerinnenkloster Santa Maria dei Franconi in ihrem Heimatort eintreten. Sie erhielt den Ordensnamen Maria Fortunata. Es ist von ihr überliefert, dass sie in besonderer Hingabe die Ordensregel des heiligen Benedikt beachtete und sich mit großer Liebe um die Nöte ihrer Mitschwestern sorgte.

## Verehrung und Seligsprechung
Nach ihrem Tode soll es zu mehreren medizinisch nicht erklärbaren Heilungen gekommen sein. Im Jahre 1935 wurden die sterblichen Überreste der Anna Felice Viti in die Klosterkirche überführt und der Seligsprechungsprozess eröffnet. Die Seligsprechung erfolgte am 8. Oktober 1967 durch Papst Paul VI.